# Volpe a nove code

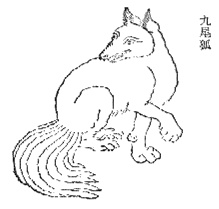
Volpe a nove code; dall'edizione Qing dello Shan Hai Jing

La volpe a nove code è una creatura leggendaria che appare nei racconti orali di varie zone dell'Asia orientale, più specificatamente in Cina, dove è chiamata Jiǔwěihú (九尾狐S); in Corea, dove è detta Gumiho o Kumiho (구미호?, 九尾狐?)); ed in Giappone, sotto il nome di Kyūbi no Kitsune (九尾の狐? o semplicemente kyūbi). Esempi di volpi a nove code sono le kitsune o le huli jing. Possono essere anche benevole, ma, le originali, sono di natura maligna e/o cattiva.

## Versione cinese
La volpe a nove code è una specie di creatura raffigurata nel Nánshān jīng (山海經), nel Hǎiwàidōng jīng (海外東經) e nel Dàhuāngdōng jīng (大荒東經) del Shan Hai Jing (山海經) come con la voce di un umano infante. Può essere mangiata dagli uomini, e chi la mangia è protetto dal male.
Più tardi, in libri di storia come il Libro di Zhou (周書) ed in raccolte di narrazioni come il Taiping Guangji (太平廣記), la huli jing fu rappresentata come una bestia portatrice di fortuna. Inviata dal Cielo, la volpe a nove code era vista come un segno di fortuna e pace. Nella dinastia Han, essa era la protettrice del sangue reale. Tuttavia, poteva anche indicare un presagio di rivoluzione quando l'Imperatore non stava bene.
Si dice che abbia posseduto Mò Xǐ (妺喜S), stregato Jie degli Xia, e causato la caduta della dinastia Xia. Questa storia, che apparve dopo il racconto di Daji (妲己), però, fu molto simile a quella di Daji.
In altri racconti, una volpe a nove code fu accusata di far cadere la Dinastia Zhou occidentale, costringendo il sovrano a spostare la sua capitale più ad est e stabilendo il periodo della Dinastia Zhou orientale.

## Versione coreana
Nella cultura coreana la volpe a nove code (o kumiho) è un essere prevalentemente maligno. Una volpe che ha vissuto per 1000 anni diventa una kumiho, e spesso assume le sembianze di una bella giovane per sedurre uomini per poter mangiare la loro carne: di solito il fegato o talvolta il cuore. Alcune storie narrano che in determinate circostanze una kumiho possa divenire umana, tali situazioni possono variare dal mangiare 1000 fegati d'uomo all'astenersi dall'uccidere e divorare uomini per 1000 giorni (a seconda del racconto). La kumiho ha origine negli antichi miti cinesi e quindi condivide molte somiglianze con la huli jing e la kitsune. Tuttavia, i racconti in cui le volpi sono delle perfidi mangiatrici di carne sono più comunemente solo coreane, anche se si possono trovare in certe narrazioni delle kumiho gentili.

## Versione giapponese

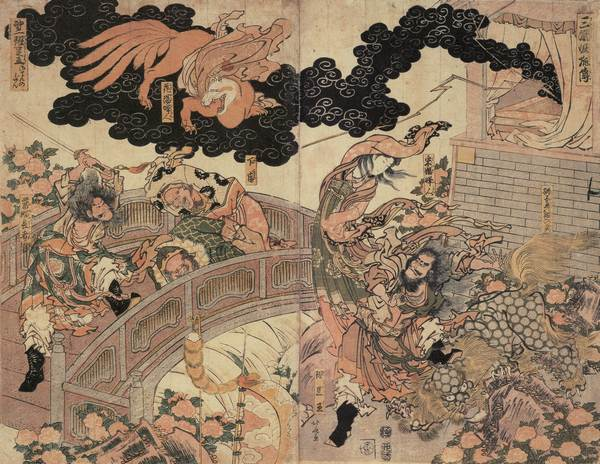
Una Kyūbi che fugge sotto forma di Lady Wah-yeung (華陽夫人) nel Sangoku Yōko-den (三国妖狐伝). di Katsushika Hokusai.

In Giappone c'è la presenza maggiore di volpi a nove code (chiamata Kyūbi no Kitsune) nel folclore. Tra varie rappresentazioni hanno grande importanza le storie di Tamamo no Mae, che furono scritte e raccolte nell'Otogizōshi del Periodo Muromachi, e furono pure menzionate da Toriyama Sekien nel Konjaku hyakki shūi. In Giappone le kitsune possono essere sia buone e magnanime che cattive e maliziose; ad esse sono correlati numerosi poteri, come il kitsunetsuki, lo Hoshi no Tama o l'abilità mutaforma. Sono anche protagoniste di numerosi anime e manga, ma anche di spettacoli del teatro giapponese.